# Schloss Lessendorf
Schloss Lessendorf (polnisch Pałac w Lasocinie) ist ein gut erhaltenes Schloss im historischen Niederschlesien und liegt heute in der polnischen Woiwodschaft Lebus.

## Geschichte
Das Dorf ist 1220 erstmals erwähnt. Zu Beginn des 14. Jahrhunderts wird ein Heinrich Sulke von Lessotendorf erwähnt, in der Mitte dieses Jahrhunderts Nicolaus von Kottwitz, 1397 Siegfrid von Kottwitz, und 1473 Nickel von Kottwitz. Zu Beginn des 16. Jahrhunderts wurde das zwischen den von Promnitz und den von Kottwitz geteilt. Nach 1475 gehörte ein Teil des Dorfes zu Caspar von Promnitz. Sein Sohn war Balthasar von Promnitz (1488–1562), der späterer Bischof von Breslau wurde. Caspars Enkel, Abraham, der 1613 starb, war der letzte Vertreter der Familie, der in Lessendorf lebte. Nach Abrahams Tod ging das Anwesen an Heinrich Anselm von Promnitz über, der Lessendorf an die von Landskron verkaufte.
Wahrscheinlich war der letzte der von Landskron, Hans Rudolph von Landskron zwischen 1679 und 1689 Erbauer des heute erhaltenen Schlosses, möglicherweise aber auch die von Promnitz.
Um 1713 ging das Anwesen in den Besitz der Grafen von Globen und Stambach über. Im Jahre 1752 war das Dorf im Besitz von Balthasar Abraham Freiherr von Glaubitz und Altengabel (1680–1752). Später waren die von Dingelstedt und von Lehsten-Dingelstedt Besitzer. 1910 kaufte Maximilian von Prittwitz und Gaffron (1866–1930) das Gut und Schloss. Es blieb bis 1945 im Familienbesitz.
Nach dem Zweiten Weltkrieg wurden Gut und Schloss von einer landwirtschaftlichen Produktionsgenossenschaft übernommen. Seit den 1990er Jahren ist das Schloss in Privatbesitz.

## Bauwerk
Das barocke Gebäude aus der ersten Hälfte des 18. Jahrhunderts wurde Anfang des 20. Jahrhunderts leicht umgebaut. Der einstöckige Backsteinbau ist auf rechteckigem Grundriss errichtet und trägt ein Walmdach. Die Vorderfront ist mit markanten Risaliten akzentuiert. Über dem Eingangsportal befindet sich eine reich gerahmte Wappenkartusche, darüber ein Balkon mit einer durchbrochenen Steinbalustrade. Die äußere architektonische Dekoration zeigt deutlich den Einfluss der Sagan-Residenz. Sie sind sichtbar in den rustizierten Fensterrahmen und der vertikalen Gliederung der Fassaden, die durch dicht angeordnete rustizierte Pilaster gegliedert sind. Die Kellerräume sowie Flur, Korridor, Treppenhaus und der Nebenraum sind mit Tonnen- und Kreuzgewölben, die übrigen Innenräume mit Decken versehen.

## Nachweise
- zamkilubuskie.pl
- Helmut Sieber: Schlösser in Schlesien. Weidlich, Frankfurt/Main 1971, S. 188
- http://www.glogow.pl/okolice/podstrony/nowosolski/lasocin.htm